# Jackson Page
Jackson Page (Ebbw Vale, 8 augustus 2001) is een professioneel snookerspeler uit Wales. In 2019 won hij het Europese kampioenschap onder-21. In de finale versloeg hij de Ier Ross Bulman met 5-1. Sindsdien is Page actief als professioneel snookerspeler.

## Carrière
Bij het Wereldkampioenschap snooker 2022 kwam Page tot de tweede ronde. Nadat hij vier kwalificatiewedstrijden had gespeeld was hij gekwalificeerd voor het hoofdtoernooi. In de eerste wedstrijd versloeg hij Barry Hawkins met 10-7 In de volgende ronde stond zijn leermeester en landgenoot Mark Williams op hem te wachten. Hier verloor Page met 3-13. Ook in 2024 wist hij zich te plaatsen voor het wereldkampioenschap. Jackson Page werd uitgeschakeld door Ronnie O'Sullivan in de eerste ronde.
In maart 2023 kwam Page tot de laatste zestien bij de WST Classic. Hierdoor behaalde hij zijn hoogste rankingpositie tot op heden.
Page maakte in het kwalificatietoernooi van het wereldkampioenschap snooker 2025 als eerste speler in één wedstrijd twee maximumbreaks van 147 punten en won daarmee 170.000 Euro.

## Belangrijkste resultaten

### Wereldkampioenschap
Hoofdtoernooi (laatste 32 of beter):
| #  | Seizoen   | Editie  | Prestatie  | Extra                                  |
| -- | --------- | ------- | ---------- | -------------------------------------- |
| 1. | 2021/2022 | WK 2022 | Laatste 16 | Verloor met 13-3 van Mark Williams     |
| 2. | 2023/2024 | WK 2024 | Laatste 32 | Verloor met 10-1 van Ronnie O'Sullivan |